# Salvador Ichazo
Salvador Ichazo (Montevideo, 1992. január 26. –) uruguayi labdarúgó, az olasz Torino kapusa kölcsönben a Danubiótól.